# Taenitis hookeri
Taenitis hookeri är en kantbräkenväxtart som först beskrevs av Carl Frederik Albert Christensen, och fick sitt nu gällande namn av Holtt. Taenitis hookeri ingår i släktet Taenitis och familjen Pteridaceae. Inga underarter finns listade.